# Lamprostola pascuala
Lamprostola pascuala är en fjärilsart som beskrevs av William Schaus 1896. Lamprostola pascuala ingår i släktet Lamprostola och familjen björnspinnare. Inga underarter finns listade i Catalogue of Life.